# Пеликула
Пеликула (лат. pellicula — мембрана, филм) је назив за дебљи ћелијски омотач, присутан код већине протиста, који омогућује заштиту, одржавање сталног облика тела, као и покрете. Пеликула обухвата ћелијску мембрану и све органске материје и структуре које се налазе испод евентуалног неорганског (минералног) омотача.
Пеликула има различит састав и структуру и вероватно независно порекло код различитих група протиста. Присутна је код:
- групе Alveolata (трепљари, динофлагелате, Apicomplexa), где је изграђена од засебних структура званих алвеоле;
- еугленоидних алги, где су испод ћелијске мембране распоређене паралелне протеинске траке и микротубуле, чинећи својеврстан мембрански скелет;
- глаукофита, где се испод пеликуле налази и пеликуларни система лакуна (пљоснатих везикула);
- ретортамонада, где је карактеристика трофозоита, а грађена од континуалног слоја међусобно испреплетаних микротубула испод ћелијске мембране[5];
- паразитских зелених алги из рода Helicosporidium, где су присутне две врсте пеликула — омотач појединачних ћелија и омотач цисте[6].

## Пеликула еугленида
Синапоморфна карактеристика еугленоидних протиста је постојање пеликуле, изграђене од уздужних протеинских трака. Протеинске траке су спирално увијене, супротно смеру казаљки ако се посматрају са предње стране тела, а међусобно су клизно повезане преко микротубула. Функција микротубула је управо омогућавање дужног клизања две суседне траке. Ћелијска мембрана належе на пеликуларне протеинске траке и прати њихов облик, те се под микроскопом могу уочити жлебови мембране на местима где се сустичу траке. Од дебљине пеликуле зависи начин кретања еугленоидних протиста.